# Myriam Ben
Myriam Ben, née Marylise Ben Haïm le 10 octobre 1928 à Alger et morte le 19 novembre 2001 à Vesoul, est une romancière, poétesse, institutrice, peintre, militante communiste et anticolonialiste algérienne. Elle fut également membre de l'Union des écrivains algériens, de l'Union nationale des anciens Moudjahidines (combattants de la libération) et du Mouvement des femmes algériennes.

## Biographie
Myriam Ben est issue de la tribu Maghrebim des chaouia des ben Moshi par son père et la tradition orale de la famille de sa mère Sultana Stora la fait descendre d'une famille de musiciens Megorachim d'Andalousie dont l'ancêtre serait Moussa ben Maimoun (Maimonide),.
Le Décret Crémieux supprimant le statut personnel des indigènes juifs en leur donnant la citoyenneté française, une partie des Ben Moshi se convertit à l'islam. La famille de Myriam Ben en devenant française s'est refusée à perdre son algérianité.
Ainsi à la naissance de Marylise, sa grand-mère souhaitait la voir porter le nom de Meriem ou de Louisa. L'administration coloniale refusa et francisa le tout sous la forme de Marylise. Néanmoins, bien que la langue française fut sa langue maternelle, elle sera arabophone.
Son père Moïse Ben-Haim, qui avait servi dans l'armée française en Russie durant la révolution d'octobre 1917 est communiste, laïc et antisioniste. Il inculquera ces valeurs à sa fille en plus d'une culture française, selon Jessica Hammerman. Ce n'est qu'à l'âge de 7 ans qu'elle se rendra compte de sa judaïté, étant insultée de "sale juive" à l'école. Elle estime ce moment comme étant le moment où elle a perdu son innocence.
Au début de la Seconde Guerre mondiale, elle est élève au lycée Fromentin d'Alger. Elle en est chassée par le numerus clausus appliqué aux juifs par les lois du gouvernement de Vichy. C'est à cette période qu'elle adhère aux Jeunesses communistes clandestines d'Alger dont son frère est secrétaire. À l'âge de 14 ans, elle est présidente du mouvement. Toujours durant cette période, un jour après avoir été expulsée du lycée, elle est scolarisée à l'École Maïmonide, créée par la communauté juive algérienne en raison du numerus clausus. Une camarade lui affirma que les juifs algériens avaient prévu d'effectuer l'alya. En réponse, son père la retira de l'école, car il refusait que les idées sionistes soient inculquées à sa fille. En 1943, elle réintègre le lycée après le débarquement américain qui a lieu à Alger le 8 novembre 1942. Elle poursuit ensuite une formation d'institutrice tout en continuant des études de philosophie à l'université d'Alger. La perspective de Myriam Ben avait néanmoins changé après 1943. Elle est devenue une ardente défenseure des droits des indigènes. Alors que ses amis et proches de sexe masculin étaient tous enrôlés dans l'armée française, Myriam Ben fit le choix de rester en Algérie.
Dans le cadre de son militantisme au sein du Mouvement des femmes algériennes, Ben est devenue enseignante dans la zone rurale de Miliana, engagée à instruire des étudiants musulmans dans une communauté où les enfants ne fréquentaient généralement pas l'école notamment car les indigènes n'avaient pas de chaussures. En conséquence, Myriam Ben aida ses élèves pauvres à se procurer des chaussures et des vêtements afin qu'ils puissent aller en cours/ Dans une interview publiée au début des années 1980, elle a expliqué le sens de l'enseignement en Algérie: "Pour notre génération de jeunes enseignants, notre profession était indissociable de la lutte du peuple algérien contre l'oppression". Elle et ses collègues s'étaient fixés pour objectif de faire prendre conscience à leurs élèves musulmans de leur conscience politique et en les encourageant à comprendre leur propre histoire, par opposition à une "version" que leur a imposée le régime colonial,.
Dès le début de la Guerre d'Algérie, en 1954 et 1955, elle collabore au journal "Alger Républicain". Elle s'engage dans la guerre de libération de l'Algérie en devenant agent de liaison dans le maquis d'Ouarsenis dit le "Maquis Rouge". Recherchée par la police, elle entre dans la clandestinité. En 1958, elle est condamnée par contumace à vingt ans de travaux forcés par le tribunal militaire d'Alger. Sa famille, harcelée et menacée, quitte l'Algérie pour Marseille.
En 1962, elle est nommée maîtresse d'application par le nouveau gouvernement, puis conseillère pédagogique à l'École Normale. En 1964, pour des raisons de santé, qui l'obligent à arrêter de travailler, elle part se faire soigner en France. Lorsque Houari Boumédiène prend le pouvoir en 1965, il réprime les communistes algériens. Tous ceux qui se trouvent, comme elle, à l'extérieur du pays, ne peuvent y revenir. Myriam Ben met à profit cet exil forcé pour reprendre des études à la Sorbonne. Elle apprend le russe, soutient une thèse en histoire moderne, peint et écrit. Après l'indépendance, elle fera partie des rares juifs d'Algérie obtenant la citoyenneté algérienne. En 1967, elle écrit une pièce de théâtre, Leïla, qui est joué au Théâtre national de l'Ouest de Paris par Mohamed Boudia et ses comédiens. C'est cependant en Algérie, en 1979, que sa pièce Nora est lue pour la première fois par l’Action Culturelle des Travailleurs, la troupe de Kateb Yacine. La nouvelle du même nom est datée de mars 1974 et fut publiée dans El-Djazaïria. En 1974, la revue parisienne Les Temps Modernes publie une de ses nouvelles L'enfant à la flûte. Puis ce sera un livre d’entretiens avec l’universitaire Christiane Achour, un recueil de poésie Sur le chemin de nos pas et un roman, Sabrina, ils t’ont volé ta vie.  En 1974, elle reviendra s'installer en Algérie jusqu'à 1991,, après lesquelles elle fit le choix de s'installer en France à cause de la guerre civile.
En 2000, elle fit paraître ses mémoires, Quand les cartes sont truquées, et elle exposa encore à Marseille, à la galerie Art 25 en avril 2001. Lors d'un dernier séjour chez des amis à Vesoul, elle doit être hospitalisée d'urgence et c'est à l'hôpital de la ville qu'elle décède le 19 novembre 2001. Conformément à ses vœux, elle fut incinérée.

## Littérature
Son plus long roman, Sabrina, ils t'ont volé ta vie (1986), est l'histoire de l'amour de deux musulmans élevés en France et de leurs difficultés d'adaptation au nouveau gouvernement algérien. L'écrivain Albert Bensoussan, également juif d'Algérie, estime que Ben a exprimé son propre déplacement à travers ses personnages, car sa culture française était désormais considérée comme étrangère en Algérie indépendante.
Si Ben n'a jamais nié son héritage juif, son activisme politique était majoritaire dans ses idées et son identité. Sa judéité n'était qu'une partie de la généalogie qui faisait d'elle ce qu'elle était. Le parcours de Ben vers le militantisme a été façonné par sa persécution en tant que juive, mais elle a incorporé sa judéité dans son activisme humaniste, inspirée par sa marginalisation pendant la période de Vichy. Elle a continué à écrire en français, sans jamais remettre en question son appartenance à l'Algérie, ni sa place en tant qu'icône culturelle là-bas. Elle fut, malgré son écriture en français et non en arabe, beaucoup appréciée en Algérie dans les années 1970 et 1980 en tant qu'écrivaine, peintre et poète.
Ses œuvres littéraires ont été publiées en France aux éditions L'Harmattan.

## Peinture
Parallèlement à ses travaux d'écriture, Myriam Ben a été peintre et a multiplié les expositions en Algérie et à l'étranger. De 1976 à 1986, le Centre culturel de la Willaya d'Alger exposa ses œuvres régulièrement. Jusqu'en 1992, elle exposa chaque année avec d'autres femmes peintres pour commémorer la  Journée internationale des droits des femmes , le 8 mars. Tandis que le Musée national des Beaux-arts d'Alger acquiert plusieurs de ses tableaux, elle exposa à Paris et dans plusieurs pays d'Europe.

### De Myriam Ben
- Le soleil assassiné, L'Harmattan, Paris, 2002.  (ISBN 2-7475-2176-1) (Poésie)
- Au carrefour des sacrifices, L'Harmattan, Paris, 2000. (ISBN 2738413005) (Poésie)
- Quand les cartes sont truquées, L'Harmattan, Paris, 2000.  (ISBN 2738478654) (Mémoires)
- Leïla: Les enfants du mendiant, L'Harmattan, Paris, 1998.  (ISBN 2738468942) (Théâtre)
- Ainsi naquit un homme (nouvelles), L'Harmattan, Paris, 1993.  (ISBN 2738419240) (Nouvelles)
- Sabrina, ils t'ont volé ta vie, L'Harmattan, Paris, 1992.  (ISBN 2858027080) (Roman)
- Sur le chemin de nos pas, L'Harmattan, Paris, 1984. (Poésie)
- L'âme de Sabrina, L'Harmattan, Paris, 2001. (Récit)

### Sur Myriam Ben
- "Myriam Ben. Un engagement durable", Michèle Bitton (Cahiers du Cercle Bernard Lazare, no 215, 2001, p. 12-14)
- Le maquis rouge. L’aspirant Maillot et la guerre d’Algérie 1956, Serge Kastell (Paris, L’Harmattan, 1997)
- Des françaises d’Algérie dans la guerre de Libération, Andrée Dore-Audibert (Paris, Karthala, 1995)
- "La littérature féminine de langue française au Maghreb", Jean Dejeux (Karthala, 1994) ("Myriam Ben", p. 219-220)
- "Condition féminine et histoire : Myriam Ben dans la tourmente algérienne", Albert Bensoussan, Cahiers d’Études Maghrébines, no 2, 1990, p. 119-122
- Myriam Ben, Christiane Achour, L’Harmattan, 1989